# Karen Horney
Karen Clementine Theodore Horney rođena Danielsen (Hamburg
-Blankenese, 16. rujna 1885.  - 4. prosinca 1952. New York), njemačko američka psihoanalitičarka.

## Životopis
Karen Horney bila je tradicionalno obrazovana analitičarka u Njemačkoj, a 1932. je došla u Sjedinjene Države.
Ubrzo je raskinula s tradicionalnom psihoanalitičkom misli i razvila vlastitu teoretsku orijentaciju i program obrazovanja analitičara.

## Rad
Prema Karen Horney i njezinoj teoriji neuroze kod neurotske osobe postoje tri obrasca, pokret prema, pokret  protiv i pokret od ljudi i sva tri karakteriziraju krutost i nedostatak individualnog potencijala što je srž svake neuroze.